# Eustaquio de Auberchicourt
Eustaquio de Aubrichecourt (en francés, Eustache d'Abrichecourt o d'Auberchicourt), de la familia Auberchicourt, (c. 1334 en Bugnicourt-c. 1373 en Normandía) fue un caballero francés que se alistó al servicio de los ingleses durante los Cien Años Guerra. Sus hazañas caballerescas fueron registradas por Froissart.

## Familia
Era el hermano menor de Sanchet de Abrichecourt (1330 en Bugnicourt-1349), miembro fundador de la Orden de la Jarretera en 1348, la orden de caballería más antigua de Inglaterra. Sanchet fue su miembro número 25.

## Guerra de los Cien Años
Combatió bajo las órdenes de Eduardo, hijo mayor del rey Eduardo III de Inglaterra, durante la cabalgada del Príncipe Negro de 1355. Participó en la Batalla de Poitiers en 1356, donde fue hecho prisionero durante algún tiempo. Luego comandó las tropas anglo-gasconas en el sitio de Carcassonne.
Entre 1356 y 1359, la Guerra de los Cien Años experimentó un período más tranquilo, Eustaquio de Auberchicourt se encuentra en Champaña, combatiendo tanto por su propia cuenta como en defensa de los interés ingleses, manteniendo entre diez y doce fortalezas o ciudades (Nogent-sur-Seine, Arcis-sur-Aube, etc.) con su "cuartel general" en Pont-sur-Seine. 
Durante este período tranquilo, Eustaquio también luchó al servicio de Carlos II de Navarra en varias ocasiones. Se enriqueció conquistando pueblos y ciudades, así como rescatando prisioneros, y así adquirió gloria y ganancias.
El 23 de junio de 1359, Eustaquio comandó el ejército anglo- navarro que fue derrotado por el obispo de Troyes Enrique de Poitiers cerca de Nogent-sur-Seine. En esta batalla un ataque de infantería francesa venció a sus arqueros dejando el campo abierto para que los caballeros franceses ganaran la jornada a caballo.
Después de 1359, Eustaquio de Auberchicourt volvió a ser capitán de compañías libres. Se instaló en el condado de Rethel en Attigny, y desde allí recorrió y saqueó la Champaña dirigiéndose a las inmediaciones de Laon (Épernay, Vertus, Château-Thierry, La Ferté-Milon, etc.). El Tratado de Brétigny de mayo de 1360 puso fin a estas expediciones, los ingleses y sus aliados tuvieron que abandonar la Champaña. Eustace logró vender varias de sus posesiones a Luis II de Flandes, conde de Rethel y a Roberto I, conde de Bar.
Partió hacia Normandía para mantener la guarnición en Carentan en nombre de Carlos II de Navarra. Figura como uno de los firmantes en octubre de 1360 en Calais de la confirmación del Tratado de Brétigny.
En 1362 fue nombrado gobernador de Mons. En 1364 participó en la batalla de Auray donde murió Carlos de Blois, siendo entonces nombrado capitán de Bouchain. Figura en 1365 con el título de guardián de las tierras de Francia y Normandía al servicio de Luis de Navarra. En 1366 se le ubica en Tudela, al servicio de Carlos II y también acompañó a los caballeros ingleses que fueron a apoyar al rey Pedro I de Castilla en España. Después de que se rompiera el Tratado de Brétigny en 1369, volvió a participar en la lucha. En 1369 asaltó Agenais y pasó por Anjou. En 1370 estuvo en Lemosín, donde participó en el asedio y saqueo de Limoges. Luego sitió el castillo de Rochechouart. El mismo año fue hecho prisionero por los franceses, quienes exigieron un rescate de 12.000 francos. Una vez pagado este rescate, Eustaquio entró al servicio del rey Carlos II de Navarra.
Murió alrededor de 1373 en Normandía.

## Matrimonio
Eustace se casó con Isabel de Juliers (m. en 1411) en Michaelmas 1360 en Wingham, Kent. Era hija de Guillermo V, duque de Jülich, sobrina de la reina de Inglaterra Felipe de Hainaut y viuda de Juan, III conde de Kent. Eustaquio e Isabel tuvieron un hijo, William.